# 1963 na arte

## Eventos
- 21 de março - Criada a personagem Mônica por Mauricio de Sousa.
- Abertura do museu Munchmuseet em Oslo (Noruega).

## Nascimentos
| Data          | Nome                    | Profissão         | Nacionalidade  | Observações | Ref |
| ------------- | ----------------------- | ----------------- | -------------- | ----------- | --- |
| 20 de Janeiro | Mark Ryden              | pintor            | Estados Unidos |             |     |
| 29 de Abril   | António Alonso Martinez | pintor            | Portugal       |             |     |
| 31 de Julho   | Junji Ito               | mangaká           | Japão          |             |     |
| 6 de Outubro  | Romero Britto           | pintor e escultor | Brasil         |             |     |

## Mortes
| Data            | Nome            | Profissão                            | Nacionalidade                              | Observações | Ref |
| --------------- | --------------- | ------------------------------------ | ------------------------------------------ | ----------- | --- |
| 23 de janeiro   | Józef Gosławski | escultor e projetista de medalhas    | Polónia                                    | n. 1908     |     |
| 6 de fevereiro  | Piero Manzoni   | pintor                               | Itália                                     | n. 1933     |     |
| 14 de Fevereiro | Miguel Bakun    | pintor                               | Brasil                                     | n. 1909     |     |
| 9 de Junho      | Jacques Villon  | pintor e ilustrador                  | França                                     | n. 1875     |     |
| 31 de Agosto    | Georges Braque  | escultor e pintor                    | França                                     | n. 1882     |     |
| 8 de Outubro    | Remedios Varo   | pintora                              | Espanha                                    | n. 1908     |     |
| ??              | Luís Gualberto  | pintor                               | Brasil                                     | n. 1904     |     |
| ??              | Andrés Guevara  | ilustrador, pintor e artista gráfico | Paraguai                                   | n. 1904     |     |
| ??              | Frederico Aires | pintor                               | Reino Unido de Portugal, Brasil e Algarves | n. 1887     |     |